# Montadien
Le Montadien est un faciès culturel du Mésolithique provençal. Il a été défini en 1954 par le préhistorien Max Escalon de Fonton. 
Il est illustré par plusieurs sites dans les Bouches-du-Rhône comme ceux de la grotte de la Montade (site éponyme sur la commune de Plan-de-Cuques), de l'abri Cornille (commune d'Istres) où il succède au Valorguien, de la Baume Longue à Ponteau (commune de Martigues), de Mourre-Poussiou (commune de Fos-sur-Mer) et de l'abri des Bœufs (commune de Ventabren).
Le Montadien est à placer essentiellement au Xe millénaire av. J.-C. et se situe dans les phases climatiques du Dryas III et du Préboréal.
Il succède au Valorguien.